# Société anonyme des Charbonnages du Bonnier

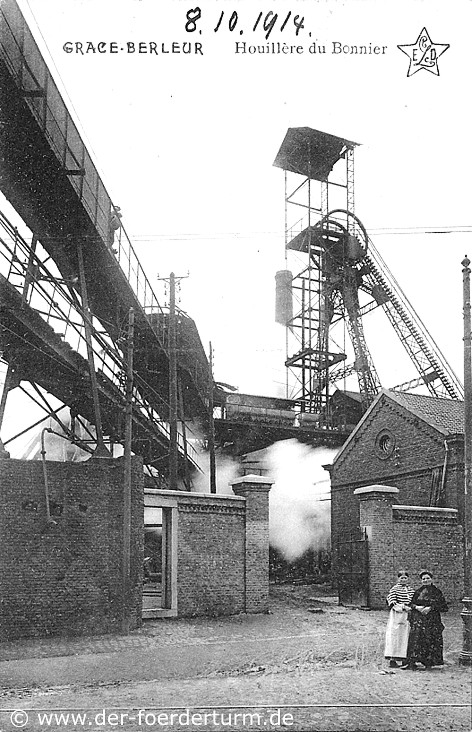
Ingang van de mijn van Bonnier in 1914

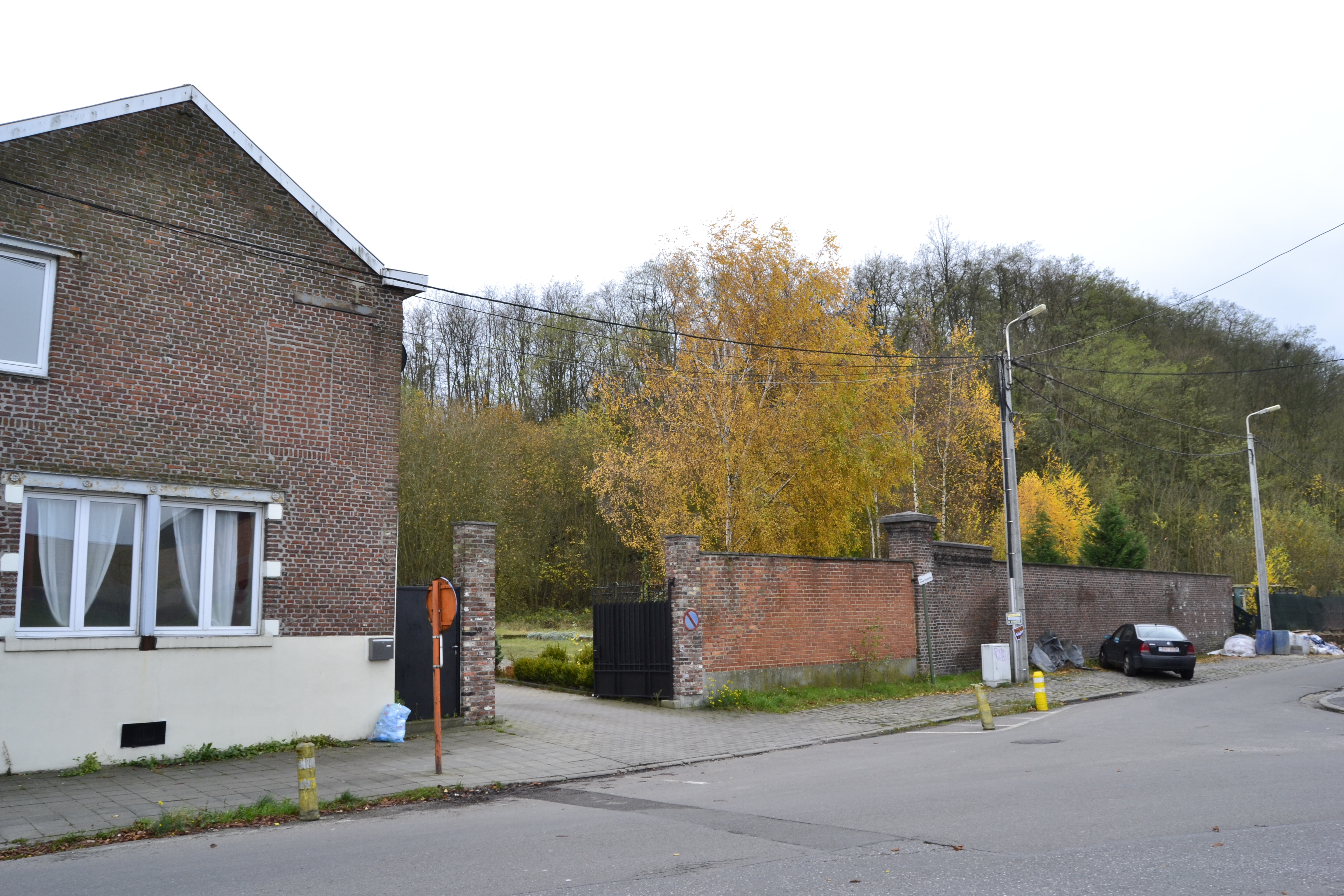
Dezelfde plaats in 2012

De Société anonyme des Charbonnages du Bonnier is een voormalig steenkoolmijnbouwbedrijf in het Luiks steenkoolbekken.
De mijnzetel bevond zich ten westen van de stad Luik, in de gemeente Grace-Hollogne.
De concessie wordt begrensd door die van de
- Société anonyme des Charbonnages de l'Espérance et Bonne-Fortune, in het oosten
- Société anonyme des Charbonnages de Gosson-Kessales, in het zuiden

## Geschiedenis
De geschiedenis van deze concessie gaat terug tot 1802, toen een aanvraag werd gedaan tijdens het Napoleontisch regime. In 1817 werd een nieuwe aanvraag gedaan tijdens het Verenigd Koninkrijk der Nederlanden. Ondertussen ging de exploitatie onder het recht van het ancien régime, waarbij de bodemschatten aan de grondeigenaar toebehoorden, gewoon door. In 1840 kwam de concessie onder Belgisch recht tot stand, en deze bedroeg toen ruim 158 ha, om in 1856 nog te worden uitgebreid.
De schachten waren aanvankelijk: Bonnier, Bonaventure en Péry. Enkel Péry bleef in gebruik, en in de nabijheid daarvan werd een nieuwe schacht Bonaventure aangelegd, die voor de ventilatie werd gebruikt. Er werd een elektriciteitscentrale gebouwd en in 1940 kwam een nieuwe steenkoolwasserij gereed. De mijn werd bediend door Spoorlijn 213.
Einde 19e eeuw werd de maatschappij een naamloze vennootschap.
Op 30 juli 1950 werden, vlak bij de mijn, enkele voormalige verzetsstrijders door gendarmeriekogels gedood. Dezen protesteerden tegen de terugkeer van koning Leopold III, die verweten werd dat hij met de bezetter had gecollaboreerd. Deze episode maakte onderdeel uit van de zogeheten koningskwestie.
In januari 1967 kwam er een einde aan de steenkoolwinning. Slechts de terril is nog aanwezig.

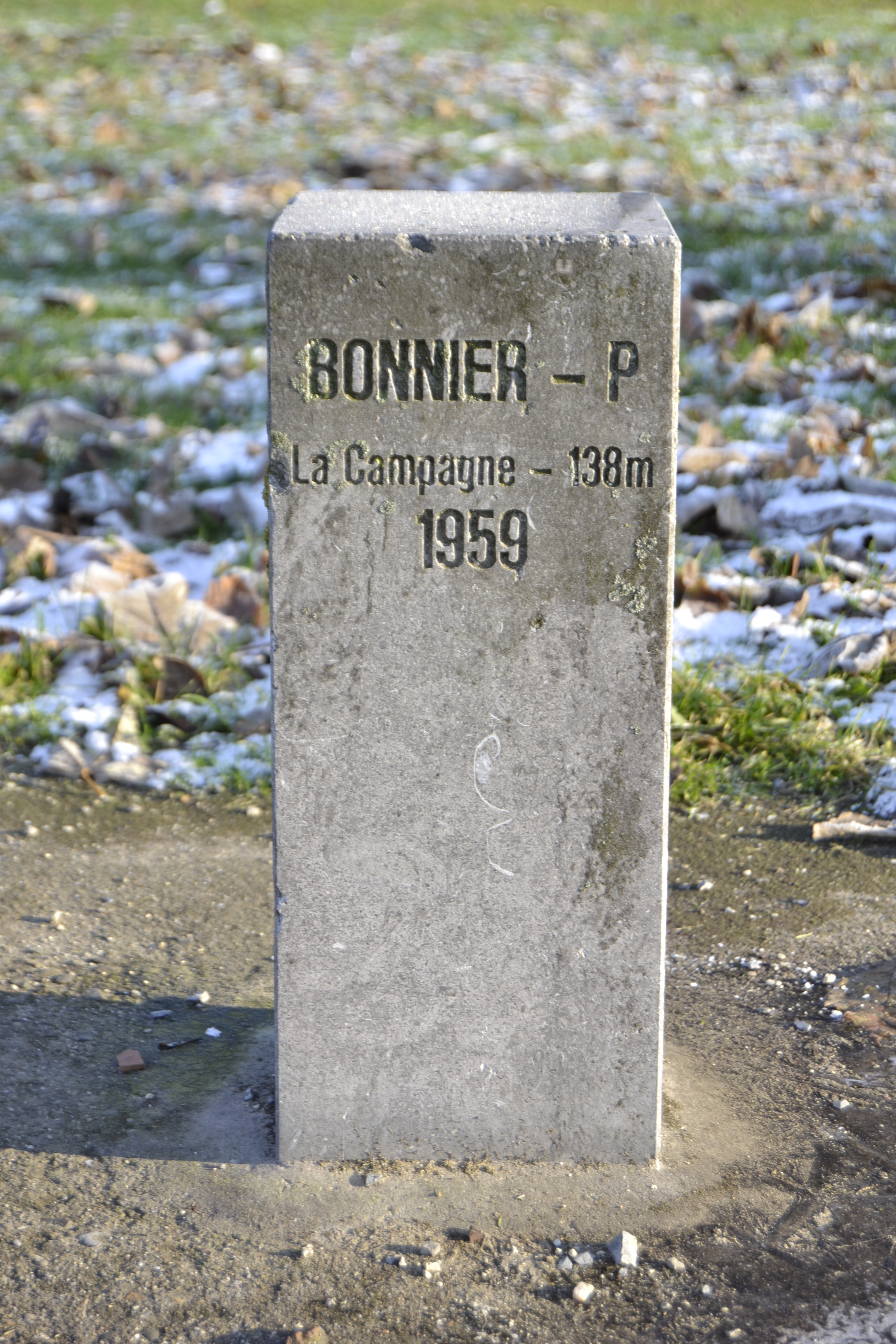
Gedenksteen op de schacht La Campagne
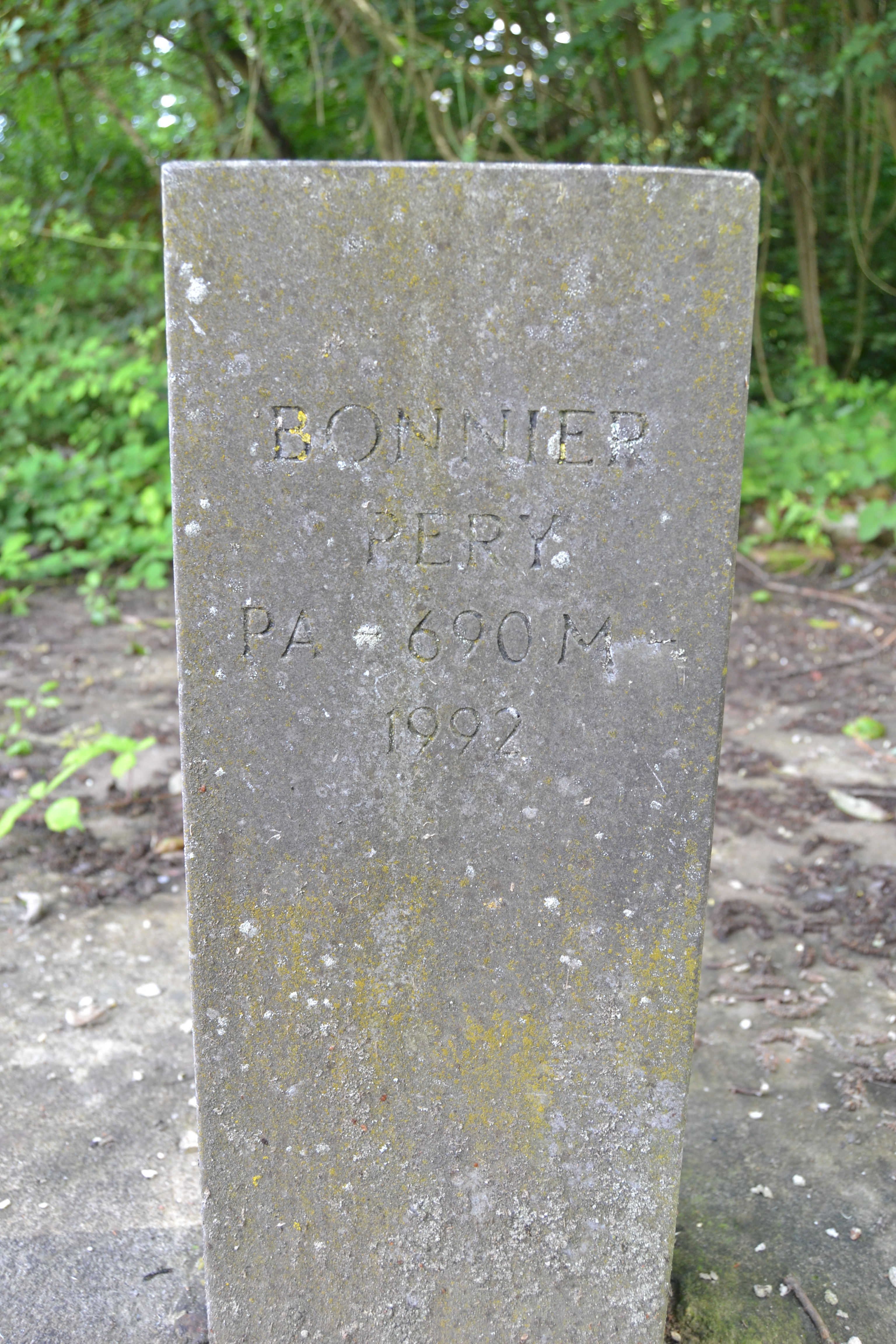
Gedenksteen op de schacht Bonnier Pery
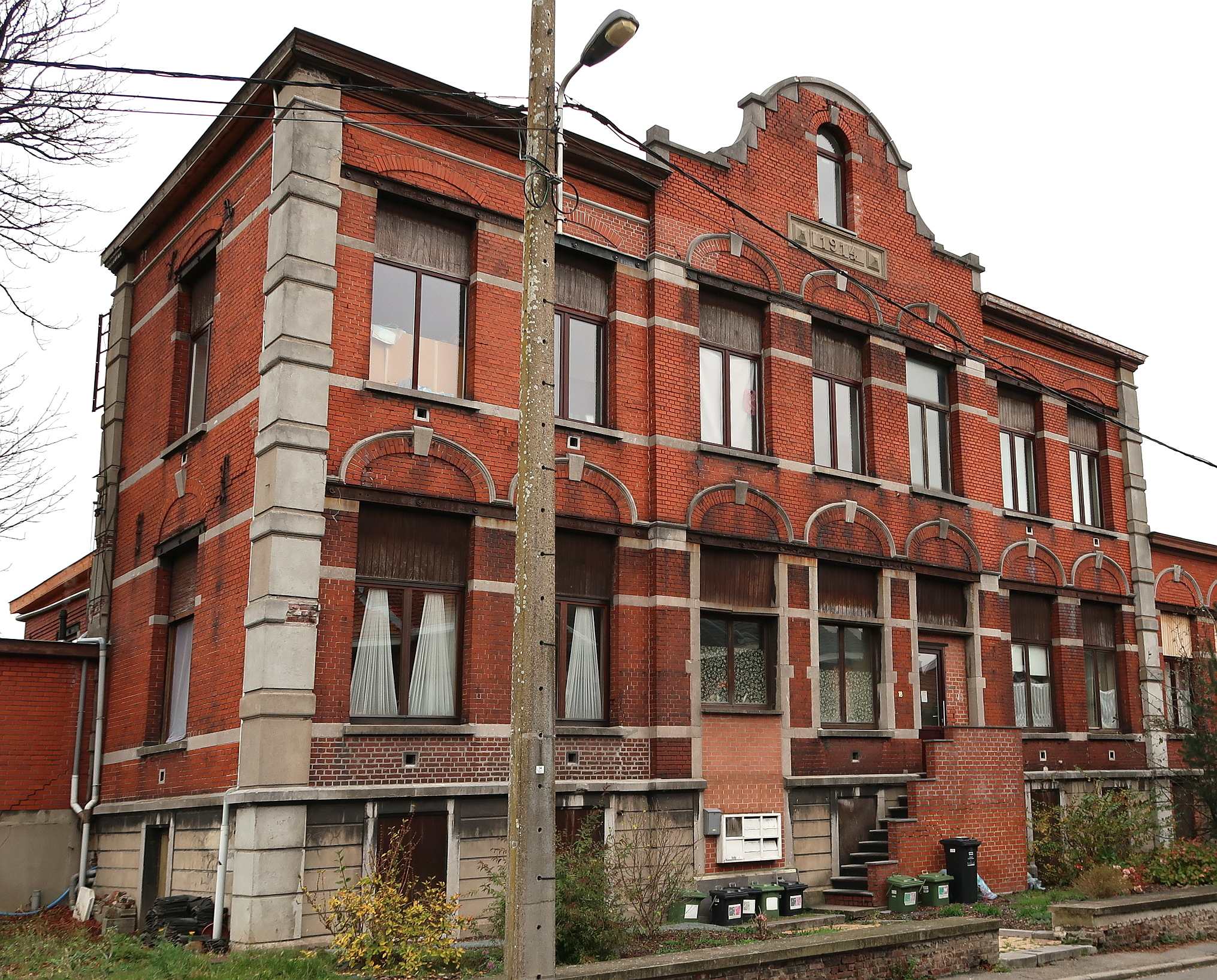
Voormalig hoofdkantoor uit 1914